# باردا بالكا
باردا بالكا موقع أثري قريب من الزاب الصغير وجمجمال في الجهة الشمالية من العراق الحديث.
اُكتشف الموقع في قمة تل سنة 1949 من قبل سعيد فؤاد سفر، وناجي الأصيل التابعين للمديرية العامة للآثار في مدينة العراق. كل من بروس هاو وهيربيرت .إ .رايت قاموا بالتنقيب عنهًا لاحقاً في سنة 1951 وقد عُثر على أدوات حجربة بين طبقة معينة من حصى البليستوسين يرجع تاريخها إلي الفترة الاخيرة من الأشوليين وتشمل هذه الأدوات علي أدوات الحصى الحجر المشقوف أو الفأس الحجري وهيً أداة ذات وجهين والرقائق الحجرية والصخرية التي قيل أنها من أقدم الأدلة التي أثبتت وجود البشر في مدينة في العراق. وهي أدوات يمكن مقارنتها بأخرى منها صُنعت منذ حوالي ثمانون ألف سنة.

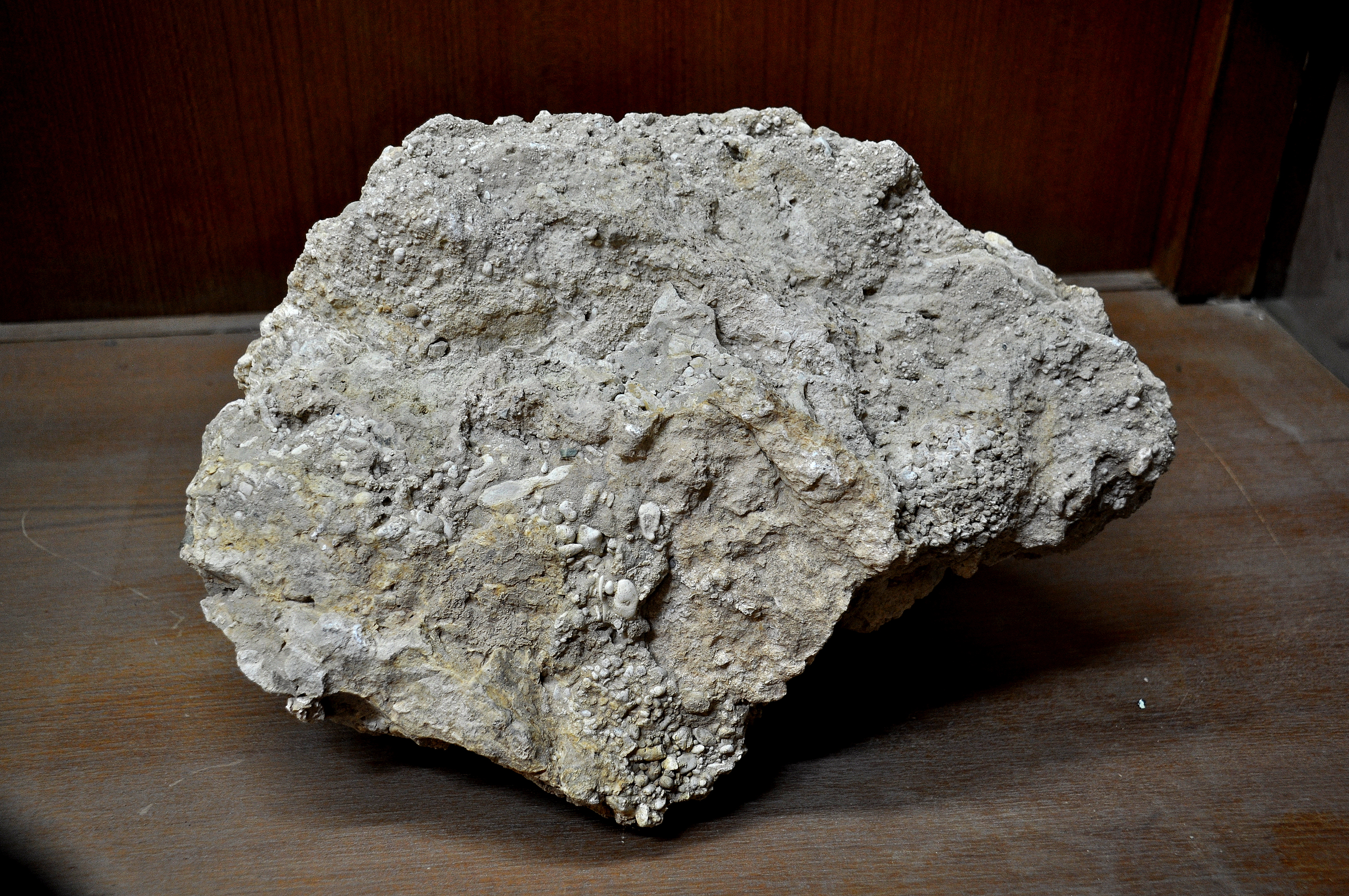
قطعة من الحجر من الموقع الأثري بردى بلقا ، العصر الحديث جمجمال ، كردستان العراق. متحف السليمانية ، العراق.

كما عُثر على مواد شبيهة في مواقع أخرى حول وادي جمجمال.
في وسط الموقع يوجد مغليث من العصر الحجري الحديث الذي عُثر حوله على أدوات.

## روابط خارجية
- المواقع الأثرية في وادي جمجمال